# André Raymond
André Raymond, né le 7 août 1925 à Montargis et mort le 18 février 2011 à Aix-en-Provence, est un historien et universitaire français spécialiste des villes arabes et de l'empire ottoman.

## Biographie

### Enfance, formation et influences
André Raymond grandit dans une famille modeste dans le département du Loiret. Il se rend à l'Université de la Sorbonne à Paris, pour effectuer une licence de ès lettres qu'il obtient en 1944. Il poursuit son cursus par une licence d'enseignement en histoire en 1945. Il obtient l'Agrégation d'histoire en 1947.
Ses premiers sujets d'étude, sous l'influence de l'historien et journaliste Charles-André Julien, portent sur la Tunisie. 

### Le parcours d'enseignant-chercheur d'André Raymond
Il se rend en Tunisie à plusieurs reprises pour y enseigner et en apprendre la langue, de 1947 à 1949 au Lycée Carnot, de 1949 à 1951 au Collège Sadiki et de 1959 à 1964 à l'Université de Tunis en tant que Maître de Conférences. Il réalise sa première thèse British Policy Toward Tunis sous la direction d'Albert Hourani à l'université d'Oxford, qui est présentée en 1954. 
Il est ensuite conduit à élargir ses espaces de recherches à l'Algérie, la Libye, la Syrie et l'Égypte. Il effectue une seconde thèse sous la direction de Claude Cahen, intitulée Artisans et commerçants au Caire au XVIIIe siècle et publiée en 1973.
Chargé de conférences à la Faculté des Lettres de Bordeau entre 1965 et 1966, il est directeur-adjoint de l'Institut Français d'Études Arabes (IFEAD) entre 1966 et 1969 avant d'occuper le poste du directeur de la même institut entre 1969 et 1975. Il arrive à l'Université d'Aix-Marseille, alors Université de Provence, en 1975 en qualité de Maître de Conférences. Il est aussi chargé par le Centre national de la recherche scientifique de mettre au point un laboratoire de recherches portant sur l'étude pluridisciplinaire des mondes arabo-musulmans. Il devient alors en 1986 le fondateur et le directeur de l'Institut de recherches et d'études sur le monde arabe et musulman. 
Professeur des universités à partir de 1977, il est vice-président de l'Institut du Monde Arabe entre 1987 et 1990 et professeur invité dans plusieurs universités arabes, européennes et nord-américaine. Après sa retraite, il continue à être actif dans la recherche et l'enseignement. En sa qualité de professeur émérite, il est notamment membre jury de plusieurs thèses et habilitations portant sur le monde arabe de l'époque ottomane. 

## Recherches et spécialités
André Raymond entame sa carrière de chercheur autour de la problématique suivante "Comment un pays en arrive-t-il à une position de colonisé ?". Pour mener à bien ses recherches, il se fonde sur une conception matérialiste de l'histoire. Cela le conduit à se pencher sur le développement économique de la ville, par l'activité marchande et l'artisanat.
Il développe une nouvelle méthode de recherche historique à propos des mondes ottomans. Il se base sur l'étude des sources locales et il procède à de vastes entreprises de cartographie et de photographie des villes ottomanes. 

## Postérité
Ses travaux sont aujourd'hui vastement réédités et étudiés par les chercheurs en histoire et en archéologie. 
De nombreux chercheurs lui rendent hommage dans leurs publications comme Sylvie Denoix, Jane Hathaway, Randi Deguilhem ou encore Brigitte Marino. Chacun souligne la manière novatrice par laquelle il a étudié les villes ottomanes.
Ses archives de chercheur ont été déposées en 2015, par son épouse, à la médiathèque de la Maison méditerranéenne des Sciences de l'homme. Son fonds photographique portant sur la Tunisie est mis en ligne sur la plateforme Medihal (et aussi sur Wikimedia Commons). 

## Distinctions

### Décorations
- Chevalier de la Légion d'honneur (France, 1983).
- Officier de l'ordre des Palmes académiques (France).
- Commandeur de l'ordre national du Mérite (Tunisie, 1979).
- Officier de l'ordre du Mérite civil (Syrie, 1975).
- Officier l'ordre du Mérite (Égypte, 1969).

### Récompenses
- IRCICA award (2003).
- Prix Lewis Galantiere (2002).
- Médaille d'honneur de l'Université de Tunis (1998).
- Médaille d'argent du CNRS (1980).
- Prix Bordin de l'Académie des inscriptions et belles-lettres (1976).

## Publications principales
- La Tunisie, Paris, Presses universitaires de France, coll. « Que sais-je ? », 1961.
- Artisans et commerçants au Caire au XVIIIe siècle, 2 vols, Damas, Institut français de Damas, 1973-1974.
- Les Marchés du Caire, traduction annotée du texte de Maqrîzî (avec G. Wiet), Le Caire, IFAO, 1979.
- La Syrie d'aujourd'hui, Paris, CNRS, 1980.
- Palais et maisons du Caire (avec Bernard Maury, Jacques Revault et Mona Zakariya), 2 vols, Paris, CNRS, 1983.
- Ibn Abi Dhiaf, Présent aux hommes de notre temps. Chronique des Rois de Tunis (Chapitres IV et V), édition critique, traduction et annotation, 2 volumes, Tunis, 1983.
- The Great arab cities in the 16th-18th centuries: an introduction, New York, New York University Press, 1984.
- Grandes villes arabes à l'époque ottomane, Paris, Sindbad, 1985.
- Le Caire, Paris, Fayard, 1993[9].
- Ithaf ahl al-zaman bi-ahbar muluk Tunis wa'ahd al-aman : règnes de Husain Bey et Mustafa Bey, Tunis, Alif, 1994.
- Le Caire des janissaires : l'apogée de la ville ottomane sous 'Abd al-Rahmân Katkhudâ, Paris, CNRS, 1995.
- Fouilles de Balis-Meskéné. Balis II : Histoire de Balis et fouilles des ilots I et II (avec Jean-Louis Paillet), Damas, IFAO, 1995.
- Sciences sociales et phénomènes urbains dans le monde arabe (avec Mohammed Naciri), Casablanca, Fondation du Roi Abdul-Aziz al Saoud pour les Etudes Islamiques et les Sciences Humaines, 1997.
- Egyptiens et Français au Caire 1798-1801, Le Caire, IFAO, 1998.
- La Ville arabe, Alep, à l'époque ottomane (XVIe – XVIIIe siècles), Damas, Presses de l’I.F.P.O., 1998.
- Le Caire, Paris, Citadelle & Mazenod, 2000.
- Arab Cities in the Ottoman Period: Cairo, Syria and the Maghreb, Hampshire, Ashgate Publishing, 2002.
- Tunis sous les Mouradites, Tunis, Cérès, 2005[10].